# S. v.
Die Abkürzung s. v. steht für lateinisch sub voce „unter dem Ausdruck“, seltener sub verbo „unter dem Wort“. Die Pluralformen lauten s. vv. und sub vocibus oder sub verbis. Das Kürzel tritt bei Quellenangaben in wissenschaftlichen und historischen Texten auf und verweist auf ein Stichwort in einem alphabetisch geordneten Nachschlagewerk.
Es ist seit dem 16. Jahrhundert verbreitet und wird eingesetzt, um
- die zitierte Stelle auf einer großen, eng bedruckten Seite – beispielsweise eines Wörterbuchs im Folioformat – schneller zu finden;
- Seitenzahlen zu vermeiden, damit unterschiedliche Ausgaben eines Nachschlagewerks herangezogen werden können;
- das Stichwort, unter dem das Zitat steht, genau zu benennen; dies verdeutlicht den Kontext des Zitates, ohne dass das Nachschlagewerk konsultiert werden muss.

## Zitierweisen
Zitierung mit s. v. ist auch in der Gegenwart in Fachwörterbüchern üblich. Folgt auf s. v. nur ein Buchstabe mit Punkt, geht das gesuchte Stichwort aus dem unmittelbaren Zusammenhang hervor. So steht etwa unter dem Stichwort Teufel im Neuen Pauly (erschienen 2002) der folgende Verweis:

„A. Wünsche, s. v. T., in: Realencyklopädie für protestant. Theologie und Kirche 19, ³1907, 564–574“

In strenger Zitierweise wird nach s. v. kein Komma gesetzt, etwa im Thesaurus Proverbiorum Medii Aevi, s. v. Teufel (erschienen 1995):

„WANDER IV, 1088 s. v. Teufel.“

## Probleme
Mit s.-v.-Verweis, aber ohne Seitenangabe kann es schwierig sein, ein Lemma zu finden, wenn Buchstaben mit diakritischen Zeichen, Ligaturen oder Buchstabenkombinationen an eigener Stelle im Alphabet auftreten oder auftraten. Für deutsche Leser problematisch sind beispielsweise dänisch und norwegisch Æ Ø Å nach Z, niederländisch IJ als Y, SCH als eigener Buchstabe im Deutschen oder CH nach H im Slowakischen und nach C im Spanischen.
S.-v.-Verweise auf Lemmata in nichtlateinischen Schriften (beispielsweise Griechisch, Kyrillisch) sind zu vermeiden oder mit Seitenangabe zu ergänzen, außer sie wenden sich an Leser, die die Alphabete solcher Schriften beherrschen.